# Demarai Gray
Demarai Ramelle Gray (Birmingham, 28 giugno 1996) è un calciatore inglese naturalizzato giamaicano, centrocampista o attaccante del Birmingham City e della nazionale giamaicana.

## Caratteristiche tecniche
Ala sinistra, può giocare sia come ala destra che come trequartista. Predilige allargarsi sull'esterno per poi tagliare verso il centro per cercare il cross per i compagni o il tiro in porta.
L'imprevedibilità, unita all'abilità di saltare l'uomo in progressione ne costituiscono i principali punti di forza, seppur sia penalizzato da un fisico acerbo. Per le sue caratteristiche è stato paragonato al colombiano Juan Cuadrado.

## Carriera

### Club

#### Gli inizi
Muove i suoi primi passi nel Cadbury Athletic - squadra amatoriale di Birmingham - fino all'età di 11 anni quando viene prelevato dal Birmingham City. Esordisce in prima squadra il 1º ottobre 2013 contro il Millwall, subentrando nei minuti di recupero al posto di Jesse Lingard. Il 9 dicembre sottoscrive il suo primo contratto da professionista, legandosi ai Blues fino al 2016.
Il 21 aprile 2014 mette a segno la sua prima rete tra i professionisti nella partita persa 2-4 contro il Blackburn. Il 13 dicembre 2014 segna una tripletta - in 34' di gioco - contro il Reading (6-1 per Blues), diventando - all'età di 18 anni, 5 mesi e 15 giorni - il terzo più giovane marcatore dei Blues a realizzare una tripletta.
Il 14 luglio 2015 rinnova il proprio contratto fino al 2018.

#### Leicester City
Il 4 gennaio 2016 passa - per 5 milioni di euro - al Leicester, legandosi alle Foxes fino al 2020. Esordisce in Premier League il 16 gennaio contro l'Aston Villa, sostituendo Marc Albrighton a 5' dal termine. Il 2 maggio 2016 il Leicester, beneficiando del pareggio del Tottenham contro il Chelsea, si laurea campione d'Inghilterra per la prima volta nella storia. Il 14 settembre 2016 esordisce nelle competizioni europee contro il Club Bruges - incontro valido per la prima giornata della fase a gironi di UEFA Champions League - sostituendo Riyad Mahrez al 36' della ripresa. L'ex giornalista di Sky Sport Alex Dunn in una dichiarazione ha scritto che Gray "si è dimostrato incredibilmente abile di ammazzare il tempo quando è arrivato a Leicester". Ha realizzato l'assist per il gol nel recupero per Jamie Vardy che ha assicurato la vittoria per 2-0 contro il Sunderland. Ha totalizzato a fine stagione 12 presenze delle quali 10 tute da sostituto, portandosi a casa il suo unico titolo di campione di Premier League.
Il 3 novembre 2018, in seguito alla morte del proprietario e presidente del Leicester Vichai Srivaddhanaprabha, Gray ha messo a segno il gol vittoria in una gara contro il Cardiff City: ha festeggiato togliendosi la maglietta per mostrarne un'altra con la scritta "For Khun Vichai".

#### Bayer Leverkusen ed Everton
Il 31 gennaio 2021 si trasferisce al Bayer Leverkusen. Esordisce in Bundesliga il 6 febbraio seguente, andando in rete nella partita casalinga vinta per 5-2 contro lo Stoccarda. Poco dopo il suo trasferimento in Germania, il giocatore ha rilasciato delle dichiarazioni sul suo trasferimento al Leverkusen: in un'intervista risaliente al 17 febbraio 2021, dove Gray afferma che il avrebbe anche potuto chiedere per rinnovare il proprio contratto con le Foxes, ma che abbia deciso di non farlo perché, a detta sua, non si sentiva voluto e apprezzato dato anche il suo scarso minutaggio nell'ultima stagione in Inghilterra.
Il 22 luglio 2021 viene ceduto all'Everton. Ha messo a segno la prima rete per i Toffees alla sua seconda presenza in campionato, in una gara pareggiata per 2-2 contro il Leeds United il 21 agosto.

#### Al-Ettifaq
Il 7 settembre 2023 si trasferisce per 8 milioni di sterline all'Al-Ettifaq, squadra della Saudi Professional League, con cui sottoscrive un contratto triennale. Debutta con il club saudita il 16 settembre seguente, in una gara vinta per 3-1 in casa dell'Abha Club, subentrando al 66' minuto.

#### Ritorno al Birmingham City
Il 3 luglio 2025 ritorna al Birmingham City firmando un contratto valido fino al 2028.

### Nazionale
Dopo avere rappresentato le selezioni giovanili dell'Inghilterra, nel 2023 sceglie di rappresentare la Giamaica, nazionale delle sue origini, venendo convocato per la Gold Cup disputata il medesimo anno. Esordisce con la selezione centroamericana il 24 giugno del medesimo anno, in occasione della prima sfida della competizione, nel pareggio per 1-1 contro gli Stati Uniti, in cui ha fornito a Damion Lowe l'assist per il provvisorio 1-0 dei giamaicani. Nella sfida successiva (giocata 3 giorni dopo) contro Trinidad e Tobago realizza le sue prime 2 reti con la nazionale, contribuendo così al successo per 4-1 della sua squadra.

## Statistiche

### Presenze e reti nei club
Statistiche aggiornate al 7 settembre 2023.
| Stagione               | Squadra                | Campionato             | Campionato | Campionato | Coppe nazionali | Coppe nazionali | Coppe nazionali | Coppe continentali | Coppe continentali | Coppe continentali | Altre coppe | Altre coppe | Altre coppe | Totale | Totale |
| Stagione               | Squadra                | Comp                   | Pres       | Reti       | Comp            | Pres            | Reti            | Comp               | Pres               | Reti               | Comp        | Pres        | Reti        | Pres   | Reti   |
| ---------------------- | ---------------------- | ---------------------- | ---------- | ---------- | --------------- | --------------- | --------------- | ------------------ | ------------------ | ------------------ | ----------- | ----------- | ----------- | ------ | ------ |
| 2013-2014              | Birmingham City        | FLC                    | 7          | 1          | FACup+CdL       | 1+1             | 0               | -                  | -                  | -                  | -           | -           | -           | 9      | 1      |
| 2014-2015              | Birmingham City        | FLC                    | 41         | 6          | FACup+CdL       | 1+1             | 0               | -                  | -                  | -                  | -           | -           | -           | 43     | 6      |
| 2015-gen. 2016         | Birmingham City        | FLC                    | 24         | 1          | FACup+CdL       | 0+2             | 0               | -                  | -                  | -                  | -           | -           | -           | 26     | 1      |
| Totale Birmingham City | Totale Birmingham City | Totale Birmingham City | 72         | 8          |                 | 6               | 0               |                    | -                  | -                  |             | -           | -           | 78     | 8      |
| gen.-giu. 2016         | Leicester City         | PL                     | 12         | 0          | FACup+CdL       | 2+0             | 0               | -                  | -                  | -                  | -           | -           | -           | 14     | 0      |
| 2016-2017              | Leicester City         | PL                     | 30         | 1          | FACup+CdL       | 4+1             | 1+0             | UCL                | 5                  | 0                  | CS          | 1           | 0           | 41     | 2      |
| 2017-2018              | Leicester City         | PL                     | 35         | 3          | FACup+CdL       | 5+4             | 0+1             | -                  | -                  | -                  | -           | -           | -           | 44     | 4      |
| 2018-2019              | Leicester City         | PL                     | 34         | 4          | FACup+CdL       | 1+4             | 0               | -                  | -                  | -                  | -           | -           | -           | 39     | 4      |
| 2019-2020              | Leicester City         | PL                     | 21         | 2          | FACup+CdL       | 4+4             | 1+0             | -                  | -                  | -                  | -           | -           | -           | 29     | 3      |
| 2020-gen. 2021         | Leicester City         | PL                     | 1          | 0          | FACup+CdL       | 0+1             | 0               | -                  | -                  | -                  | -           | -           | -           | 2      | 0      |
| Totale Leicester       | Totale Leicester       | Totale Leicester       | 133        | 10         |                 | 29              | 3               |                    | 5                  | 0                  |             | 1           | 0           | 169    | 13     |
| gen.-giu. 2021         | Bayer Leverkusen       | BL                     | 10         | 1          | CG              | 0               | 0               | UEL                | 2                  | 0                  | -           | -           | -           | 12     | 1      |
| 2021-2022              | Everton                | PL                     | 34         | 5          | FACup+CdL       | 3+2             | 1+0             | -                  | -                  | -                  | -           | -           | -           | 39     | 6      |
| 2022-2023              | Everton                | PL                     | 33         | 4          | FACup+CdL       | 1+2             | 0+2             | -                  | -                  | -                  | -           | -           | -           | 36     | 6      |
| Totale Everton         | Totale Everton         | Totale Everton         | 67         | 9          |                 | 8               | 3               |                    | -                  | -                  |             | -           | -           | 75     | 12     |
| 2023-2024              | Al-Ettifaq             | SPL                    | 23         | 4          | KC              | 1               | 0               | -                  | -                  | -                  |             | -           | -           | 24     | 4      |
| 2024-2025              | Al-Ettifaq             | SPL                    | 24         | 0          | KC              | 1               | 0               | -                  | -                  | -                  | -           | -           | -           | 25     | 0      |
| Totale Al Ettifaq      | Totale Al Ettifaq      | Totale Al Ettifaq      | 47         | 4          |                 | 2               | 0               |                    | -                  | -                  |             | -           | -           | 49     | 4      |
| 2025-2026              | Birmingham City        | FLC                    | 1          | 0          | FACup+CdL       | 0+0             | 0+0             | -                  | -                  | -                  | -           | -           | -           | 1      | 0      |
| Totale carriera        | Totale carriera        | Totale carriera        | 330        | 32         |                 | 45              | 6               |                    | 7                  | 0                  |             | 1           | 0           | 382    | 38     |

### Cronologia presenze e reti in nazionale
| Cronologia completa delle presenze e delle reti in nazionale ― Giamaica | Cronologia completa delle presenze e delle reti in nazionale ― Giamaica | Cronologia completa delle presenze e delle reti in nazionale ― Giamaica | Cronologia completa delle presenze e delle reti in nazionale ― Giamaica | Cronologia completa delle presenze e delle reti in nazionale ― Giamaica | Cronologia completa delle presenze e delle reti in nazionale ― Giamaica | Cronologia completa delle presenze e delle reti in nazionale ― Giamaica | Cronologia completa delle presenze e delle reti in nazionale ― Giamaica |
| Data                                                                    | Città                                                                   | In casa                                                                 | Risultato                                                               | Ospiti                                                                  | Competizione                                                            | Reti                                                                    | Note                                                                    |
| ----------------------------------------------------------------------- | ----------------------------------------------------------------------- | ----------------------------------------------------------------------- | ----------------------------------------------------------------------- | ----------------------------------------------------------------------- | ----------------------------------------------------------------------- | ----------------------------------------------------------------------- | ----------------------------------------------------------------------- |
| 25-6-2023                                                               | Chicago                                                                 | Stati Uniti                                                             | 1 – 1                                                                   | Giamaica                                                                | Gold Cup 2023 - 1º turno                                                | -                                                                       |                                                                         |
| 29-6-2023                                                               | Saint Louis                                                             | Giamaica                                                                | 4 – 1                                                                   | Trinidad e Tobago                                                       | Gold Cup 2023 - 1º turno                                                | 2                                                                       | 62’                                                                     |
| 3-7-2023                                                                | San Jose                                                                | Giamaica                                                                | 5 – 0                                                                   | Saint Kitts e Nevis                                                     | Gold Cup 2023 - 1º turno                                                | -                                                                       | 82’                                                                     |
| 9-7-2023                                                                | Cincinnati                                                              | Guatemala                                                               | 0 – 1                                                                   | Giamaica                                                                | Gold Cup 2023 - Quarti di finale                                        | -                                                                       |                                                                         |
| 13-7-2023                                                               | Paradise                                                                | Giamaica                                                                | 0 – 3                                                                   | Messico                                                                 | Gold Cup 2023 - Semifinale                                              | -                                                                       |                                                                         |
| 8-9-2023                                                                | Kingston                                                                | Giamaica                                                                | 1 – 0                                                                   | Honduras                                                                | CONCACAF Nations League 2023-2024 - 1º turno                            | 1                                                                       | 82’                                                                     |
| 13-9-2023                                                               | Kingston                                                                | Giamaica                                                                | 2 – 2                                                                   | Haiti                                                                   | CONCACAF Nations League 2023-2024 - 1º turno                            | -                                                                       | 74’                                                                     |
| 12-10-2023                                                              | Saint George's                                                          | Grenada                                                                 | 1 – 4                                                                   | Giamaica                                                                | CONCACAF Nations League 2023-2024 - 1º turno                            | 1                                                                       |                                                                         |
| 15-10-2023                                                              | Port of Spain                                                           | Haiti                                                                   | 2 – 3                                                                   | Giamaica                                                                | CONCACAF Nations League 2023-2024 - 1º turno                            | 1                                                                       | 79’                                                                     |
| 21-11-2023                                                              | Toronto                                                                 | Canada                                                                  | 2 – 3                                                                   | Giamaica                                                                | CONCACAF Nations League 2023-2024 - Quarti di finale                    | -                                                                       | 83’, 84’                                                                |
| 24-3-2024                                                               | Arlington                                                               | Panama                                                                  | 0 – 1                                                                   | Giamaica                                                                | CONCACAF Nations League 2023-2024 - Finale 3º posto                     | -                                                                       | 81’                                                                     |
| 22-6-2024                                                               | Houston                                                                 | Messico                                                                 | 1 – 0                                                                   | Giamaica                                                                | Coppa America 2024 - 1º turno                                           | -                                                                       | 68’                                                                     |
| 26-6-2024                                                               | Paradise                                                                | Ecuador                                                                 | 3 – 1                                                                   | Giamaica                                                                | Coppa America 2024 - 1º turno                                           | -                                                                       | 46’                                                                     |
| 30-6-2024                                                               | Austin                                                                  | Giamaica                                                                | 0 – 3                                                                   | Venezuela                                                               | Coppa America 2024 - 1º turno                                           | -                                                                       | 87’                                                                     |
| 6-9-2024                                                                | Kingston                                                                | Giamaica                                                                | 0 – 0                                                                   | Cuba                                                                    | CONCACAF Nations League 2024-2025 - 1º turno                            | -                                                                       | 89’                                                                     |
| 10-9-2024                                                               | Tegucigalpa                                                             | Honduras                                                                | 1 – 2                                                                   | Giamaica                                                                | CONCACAF Nations League 2024-2025 - 1º turno                            | -                                                                       | 84’                                                                     |
| 11-10-2024                                                              | Managua                                                                 | Nicaragua                                                               | 0 – 2                                                                   | Giamaica                                                                | CONCACAF Nations League 2024-2025 - 1º turno                            | -                                                                       | 84’                                                                     |
| 14-10-2024                                                              | Kingston                                                                | Giamaica                                                                | 0 – 0                                                                   | Honduras                                                                | CONCACAF Nations League 2024-2025 - 1º turno                            | -                                                                       | 84’                                                                     |
| 14-11-2024                                                              | Kingston                                                                | Giamaica                                                                | 0 – 1                                                                   | Stati Uniti                                                             | CONCACAF Nations League 2024-2025 - Quarti di finale                    | -                                                                       | 46’                                                                     |
| 18-11-2024                                                              | Saint Louis                                                             | Stati Uniti                                                             | 4 – 2                                                                   | Giamaica                                                                | CONCACAF Nations League 2024-2025 - Quarti di finale                    | 2                                                                       |                                                                         |
| 21-3-2025                                                               | Kingstown                                                               | Saint Vincent e Grenadine                                               | 1 – 1                                                                   | Giamaica                                                                | Qual. Gold Cup 2025                                                     | -                                                                       | 90+1’                                                                   |
| 25-3-2025                                                               | Kingston                                                                | Giamaica                                                                | 3 – 0                                                                   | Saint Vincent e Grenadine                                               | Qual. Gold Cup 2025                                                     | -                                                                       | 90+2’                                                                   |
| 7-6-2025                                                                | Road Town                                                               | Isole Vergini Britanniche                                               | 0 – 1                                                                   | Giamaica                                                                | Qual. Mondiali 2026                                                     | -                                                                       |                                                                         |
| 10-6-2025                                                               | Kingston                                                                | Giamaica                                                                | 3 – 0                                                                   | Guatemala                                                               | Qual. Mondiali 2026                                                     | -                                                                       | 77’                                                                     |
| 16-6-2025                                                               | Carson                                                                  | Giamaica                                                                | 0 – 1                                                                   | Guatemala                                                               | Gold Cup 2025 - 1° turno                                                | -                                                                       | 67’                                                                     |
| 20-6-2025                                                               | San Jose                                                                | Giamaica                                                                | 2 – 1                                                                   | Guadalupa                                                               | Gold Cup 2025 - 1° turno                                                | -                                                                       | 46’                                                                     |
| 24-6-2025                                                               | Austin                                                                  | Panama                                                                  | 4 – 1                                                                   | Giamaica                                                                | Gold Cup 2025 - 1° turno                                                | -                                                                       | 64’                                                                     |
| Totale                                                                  |                                                                         | Presenze                                                                | 27                                                                      |                                                                         | Reti                                                                    | 7                                                                       |                                                                         |

## Palmarès
- Campionato inglese: 1

Leicester City: 2015-2016